# Linde in Schönram

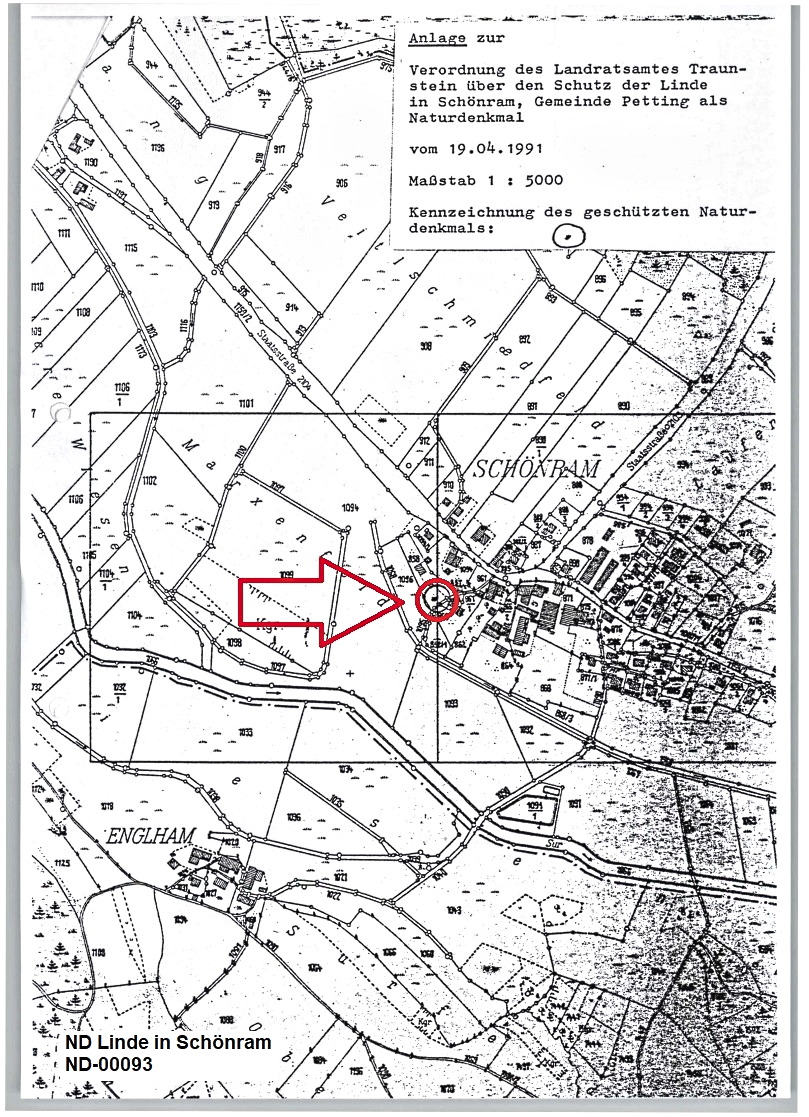
Lageplan Amtsblatt

Die Linde in Schönram steht am westlichen Ortsrand von Schönram in der Gemeinde Petting, im Landkreis Traunstein. 
Sie wurde im April 1991 als Naturdenkmal unter Schutz gestellt und wird vom Bayerische Landesamt für Umwelt (LfU) unter der Nummer ND-00093 geführt.